# ليونارد س. هانسون
ليونارد س. هانسون (بالإنجليزية: Leonard C. Hanson)‏ هو لاعب كرة قدم أمريكية أمريكي، (ولد في فيبلين في الولايات المتحدة 1900  م).